# 弘閏
弘閏（1582年），為中国明朝時期镇江起事者僧省悟的年号，清朝人李兆洛編寫的《紀元編》引作「宏閏」，避清乾隆帝名諱。
明朝萬曆十年（1582年），僧省悟與湖北僧雪峰、雲南僧大乘、順天人黃恩和寧國人汪元洪等十人結盟，籌劃起義，造符敕、封官職，改年號為大明弘閏元年，建南北軍。預定在四月朔日在報恩寺及天寧寺起兵，首先奪取鎮江為根據地。但計劃事先被丹徒水兵錢山泄漏，明廷派遣軍隊搜捕汪元洪等20幾人下獄，並搜尋僧雪峰、黃恩等人。

## 西曆紀年對照表
| 弘閏 | 元年   |
| ---- | ------ |
| 公元 | 1582年 |
| 干支 | 壬午   |

## 同期存在的其他政權年號
- 中國
  - 万历（1573年－1620年）：明朝—明神宗朱翊鈞之年號
- 日本
  - 天正（1573年－1592年）：正親町天皇、後陽成天皇之年號
- 越南
  - 光興（1578年－1600年）：后黎朝—世宗黎维潭之年號
  - 延成（1578年－1585年）：莫朝—莫茂洽之年號

## 參看
- 中國年號索引